# Corresponsal

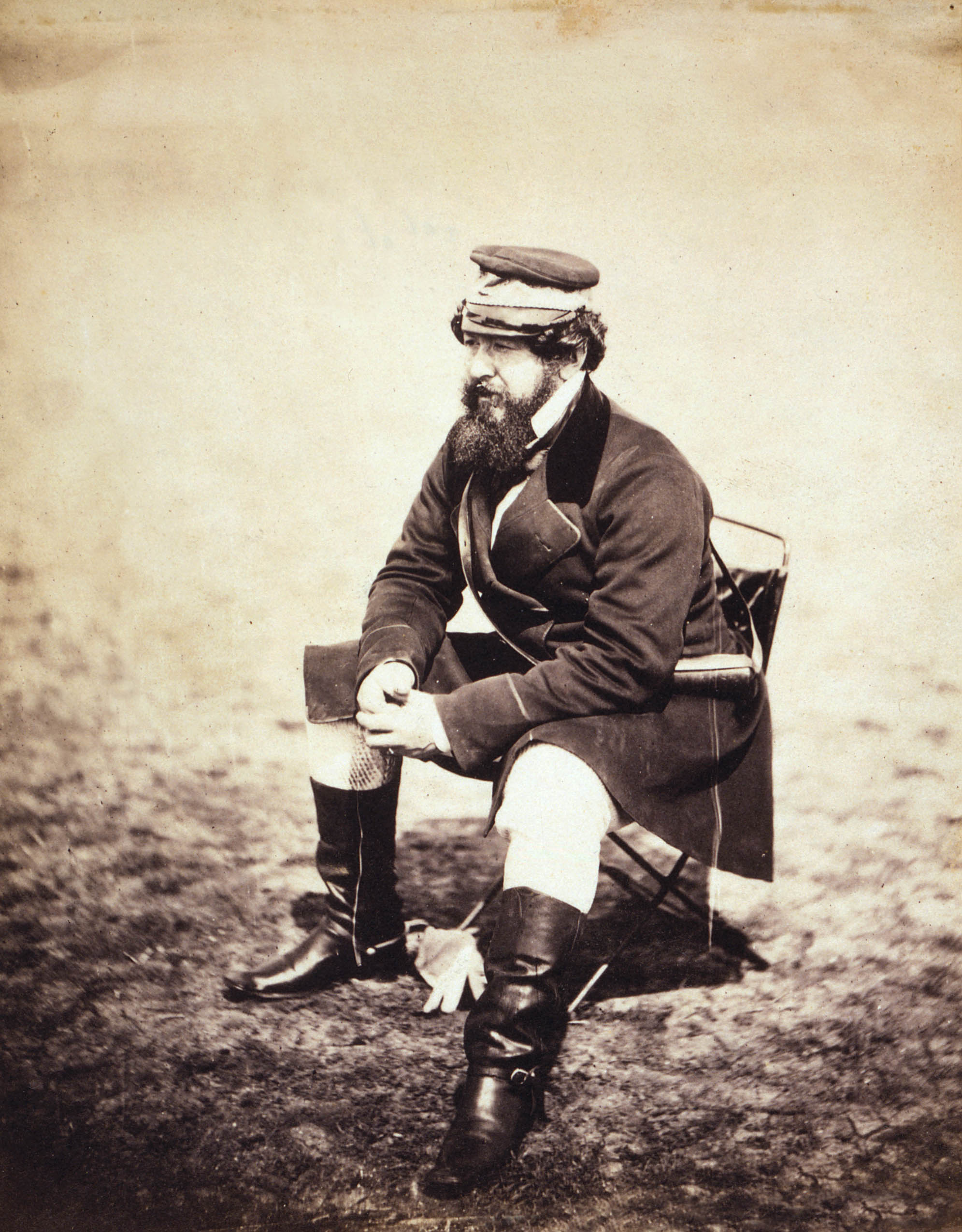
William Howard Russell (1820–1907) és considerat un dels primers corresponsals de guerra. Va estar 22 mesos informant sobre la Guerra de Crimea. La imatge és del 1854

Un corresponsal és un periodista que fa informacions per a un mitjà de comunicació des del lloc dels fets.
A la fi del segle xviii, els corresponsals de The Times, eren agents a ambdós costats del Canal de la Mànega que feien arribar escrits sobre el que passava a París i Brussel·les. Dominar idiomes era un dels requisits bàsics. El cost i la dificultat en les transmissions eren els principals problemes dels corresponsals en els mitjans on treballaven al segle xviii, i els mateixos que han arrossegat fins a principi del segle xxi. Els corresponsals de guerra són els periodistes més perseguits. La majoria dels periodistes que són empresonats o assassinats en l'exercici de la seva feina pertanyen a aquest grup. Per aquest motiu es va crear Reporters Sense Fronteres.
Amb la crisi econòmica occidental que va començar la primera dècada del segle xxi i el creixement d'internet l'existència dels corresponsals va començar a perillar, i diversos mitjans van prescindir de la seva feina. Els corresponsals defensen que són "els ulls de la història" i que el punt de vista que pot oferir un corresponsal no és substituïble de cap altra manera i que prescindir-ne empobreix els mitjans.
Alguns dels corresponsals més destacats han estat Manuel Chaves Nogales, Eugeni Xammar i Puigventós, Francisco Eguiagaray, Manu Leguineche, Robert Capa, Donald McCullin, William Howard Russell, Ernie Pyle i Ryszard Kapuściński, segons publicà la periodista Cecilia Ballesteros.